# Dødssejleren (film fra 1912)
 For alternative betydninger, se Dødssejleren. (Se også artikler, som begynder med Dødssejleren)
Dødssejleren er en dansk stum dramafilm fra 1912 produceret af Ingvar Jørgensen Film og instrueret af Alfred Lind. 
Filmen er optaget i Esbjerg og omegn (jf. Esbjerg Avis 19/4 1912). I filmen indgår et fyrtårn, der bortsprænges. Optagelserne af dette er originale optagelser af bortsprængningen af fyret i Skallingen, der fandt sted i 1911, hvor Ingvar Jørgensen var på pletten med kamera. "Fyr-sprængningen" blev vist separat i 1911 i Jørgensens egen "Biografen" i Esbjerg. Da han selv begyndte at producere spillefilm, byggede han en hel spillefilm op omkring denne - dengang - sensationelle eksplosion.
Filmen havde dansk premiere den 8. februar 1912 i Kosmorama i København. Filmen blev af den lokale politimester gjort forbudt for børn. 

## Handling
En skibsreder har økonomiske problemer og udsteder falske veksler og planlægger at lade et skib forlise for at hæve forsikringssummen. Skibsrederens søn påtager sig skylden for faderens falskneri, og modtager en dom, som han dog benådes for, hvorefter han bliver styrmand. Han tager hyre på det skib, som skibsrederen har planlagt skal forlise. Skibets kaptajn dør, og sønnen overtager kommandoen over skibet. Skibsrederen sprænger et fyrtårn i luften, og skibet går på grund. Redningsbåden går ud i høj sø og reder med nød og næppe den unge styrmand. Skibsrederen indser, at han har været tæt på at slå sin egen søn ihjel, og begår selvmord.

## Medvirkende
- Peter Nielsen - Skibsreder Staal
- Marie Schmidt - Fru Staal
- Gerhard Jessen - Georg, Staals søn
- Adolf Jensen - Kaptajn Thøgersen
- Susanne Friis - Emilie, kaptajnens datter
- Ernst Munkeboe - Kaptajn Simons
- Holger-Madsen - Prokurist Klein